# STS–51–C
Az STS–51–C jelű küldetés az amerikai űrrepülőgép-program 15., a Discovery űrrepülőgép 3. repülése. Az első katonai misszió. Gary Payton lett az első katonai űrhajós. Ez volt a 100. emberes űrrepülés.

## Küldetés
A háromnapos repülés célja a szállított műhold telepítése.

## Jellemzői
Első alkalommal történt (második alkalom a Challenger-katasztrófa lett!), hogy 12 Celsius-foknál nagyobb hidegben indították az űreszközt. Eredetileg a Challenger repült volna, de a karbantartási munkák elhúzódása miatt, a  Discovery állt be a helyére. Ez volt az első alkalom, hogy az űrrepülőgép 500 kilométer fölé emelkedett.
A beépített kanadai Canadarm (RMS) manipulátor kar 50 méter kinyúlást biztosított (műholdak indítás/elfogása, külső munkák [kutatás, szerelések], hővédőpajzs külső ellenőrzése) a műszaki szolgálat teljesítéséhez.

### Első nap
1985. január 24-én a szilárd hajtóanyagú gyorsítórakéták (SRB) segítségével Floridából, a Cape Canaveral (KSC) Kennedy Űrközpontból, a LC39–A jelű indítóállványról emelkedett a magasba. Az orbitális pályája 91,3 perces, 28,4 fokos hajlásszögű, elliptikus pálya perigeuma 332 kilométer, az apogeuma 341 kilométer volt. Felszálló tömeg indításkor 113 802 kilogramm, szállított hasznos teher felszálláskor/leszállásnál 21 000 kilogramm.
Az űrrepülőgép-flotta tervezésekor a tudományos és kereskedelmi célok mellett hadi feladatokra is képesnek kellett lennie. Az Amerikai Védelmi Minisztérium (Department of Defense, DoD) megbízásából az első katonai megbízás volt. Pályairányba állítottak egy katonai műholdat, amely később (45 perccel az űrrepülőgép eltávolodása után) saját hajtóművének segítségével geoszinkron pályára emelkedett. Több manővert hajtottak végre, gyakorolva az irányváltásokat, emelkedést-süllyedést.

### Műhold

#### USA 8
Gyártotta TRW (USA). Szolgáltatásait felhasználta a Nemzeti Felderítő Hivatal (NRO), a Központi Hírszerző Ügynökség (CIA), valamint az US Air Force (USAF). Az objektum neve USA 8/Magnum/Oroin. Kódjele: SSC 15543
Harmadik generációs Magnum/Orion típusú űreszköz. Katonai kommunikációs műhold, feladata elektronikus felderítés. Szállítás közben hengerre feltekert antennájának kinyitott állapotbeli átmérője 80 méter. Rádióinformáció áramlások észlelésére érzékeny. Az orbitális egység pályája 612,23 perces, 28,5 fokos hajlásszögű, elliptikus pálya perigeuma 341 kilométer, az apogeuma 34 670 kilométer volt. Hasznos tömege 4000 kilogramm. Várható élettartama korlátlan (!), aktív szolgálati ideje 5-7 év (2009-ben még pályán volt). Az űreszköz energia ellátását kettő napelem panel biztosítja, éjszakai (földárnyék) energiaellátását (kémiai) akkumulátorbiztosítja.
Előző űreszköz az USA 7 (1984-129A), következő űreszköz az USA 9 (1985-014A).

#### Harmadik nap
1985. január 27-én negyedik alkalommal a Kennedy Űrközponton (KSC) kiinduló bázisán szállt le. Összesen 3 napot, 1 órát, 33 percet és 23 másodpercet töltött a világűrben. 2 012 000 kilométert (1 250 000 mérföldet) repült, 49 alkalommal kerülte meg a Földet.
A leválasztott gyorsítórakétákat a gyártó Morton Thiokol cég szakemberei újrahasznosításukra elemi részeire bontották. Megdöbbenve tapasztalták, hogy a tömítőgyűrű-párokat több helyen is csak milliméterek választották el az átégéstől. A legénység csak néhány másodpercre vol egy végzetes balesettől… A NASA részére átadott szakértői jelentés megállapította, hogy 12 Celsius-foknál nagyobb hidegben ne indítsanak űrrepülőgépet, mert nem garantált a tömítőgyűrűk szigetelése. Az 1986. január 28-án útnak indított űrrepülőgép (a külön figyelemfelhívás ellenére sem vették figyelembe a jelentést!) végeredménye lett a Challenger-katasztrófa. Ellison Onizuka a legénység tagjaként közel volt a katasztrófához, amit következő küldetésén nem tudott elkerülni.

## Személyzet
(zárójelben a repülések száma az STS–51–C-ig, azzal együtt)
- Thomas Mattingly (3), parancsnok
- Loren Shriver (1), pilóta
- Ellison Shoji Onizuka (1), küldetésfelelős
- James Buchli (1), küldetésfelelős
- Gary Payton (1), rakományfelelős

### Tartalék személyzet
Keith Charles Wright (0), küldetésfelelős